# Fletcher Hale
Fletcher Hale, född 22 januari 1883 i Portland, Maine, död 22 oktober 1931 i New York, var en amerikansk republikansk politiker. Han representerade delstaten New Hampshires första distrikt i USA:s representanthus från 1925 fram till sin död.
Hale utexaminerades 1905 från Dartmouth College. Han studerade sedan juridik och inledde 1908 sin karriär som advokat i New Hampshire. Han var delegat till New Hampshires konstitutionskonvent år 1918.
Hale besegrade demokraten William N. Rogers i kongressvalet 1924. Han omvaldes tre gånger. Han avled 1931 i ämbetet.
Hale var anglikan och frimurare. Han gravsattes på Union Cemetery i Laconia.